# 魯德尼亞 (科澤列齊區)
51°3′49″N 30°50′35″E / 51.06361°N 30.84306°E
魯德尼亞（烏克蘭語：Рудня），是烏克蘭北部的村莊，隸屬切爾尼希夫州的切爾尼希夫區。該村始建於1811年，面積1.21平方公里，海拔高度107米，2001年人口180，人口密度每平方公里148.5人。